# 波蘭交通
波蘭的交通網由公路、鐵路、空運和水運組成。由於波蘭地處歐洲的十字路口，加上經濟發達，使得波蘭成為一個擁有大規模現代交通網的國家。波蘭最重要的水路是維斯瓦河。最大的港口是什切青和格但斯克。波蘭空運主要用於國際旅行。華沙蕭邦機場是波蘭最大的機場。波蘭各大城市之間均有鐵路連接，鐵路客運主要由波蘭國家鐵路運營。此外許多波蘭城市都有大眾公共交通運輸系統。波蘭現在也正在進行高速鐵路的實驗。

## 外部連結
- ,  Online rail timetables,  （页面存档备份，存于） Online rail and bus timetable
- Rail Map: Poland (PDF) Most minor lines omitted
- Road Map: Poland （页面存档备份，存于）